# Pabillonis
Pabillonis är en ort och kommun i provinsen Sydsardinien i regionen Sardinien i sydvästra Italien. Kommunen hade 2 717 invånare (2017).